# Павлодаровское сельское поселение
Павлода́ровское се́льское поселе́ние — сельское поселение в Горьковском районе Омской области.
Административный центр — село Павлодаровка.

## География
Павлодаровское сельское поселение расположено в юго-восточной части Омской области.
Площадь Павлодаровского сельского поселения составляет — 2.5 тыс. м², или 0,8 % от площади муниципального района.
Ценных природных ресурсов на территории поселения не имеется.
Подземные воды хозяйственно-питьевого назначения характеризуются свободным водообменом. Минерализация вод «пёстрая» и изменяется от 1-3 г/л и менее 1 г/л до 10 г/л. Водообильность горизонтов в целом слабая. Несмотря на повышенную минерализацию, эти воды используются для водоснабжения населённых пунктов и для нужд сельского хозяйства.
Эксплуатация подземных вод осуществляется с помощью колодцев, котлованов, суммарный годовой отбор воды 6-7 тыс. м³ (1,5—2,5 тыс. м³/сут). В настоящее время существует потребность в строительстве дополнительных колодцев 3 шт.
Лесной фонд — 4436 га, общий запас древесины — 265 тыс. м³. Промышленная заготовка и переработка древесины на территории поселения практически не ведётся. В незначительных количествах заготавливается и вывозится древесина — деловая, ведётся производство пиломатериала, включая пиломатериалы из давальческого сырья.
Общая площадь земельных ресурсов составляет 25,6 тыс. га, из них 17,5 тыс. га — сельскохозяйственные угодья.

## История
Павлодаровское сельское поселение образовано 19 ноября 1971 года в результате раздела совхоза Краснополянский и совхоза Суховской.

## Население
| 2010 | 2011 | 2012 | 2013 | 2014 | 2015 | 2016 |
| ---- | ---- | ---- | ---- | ---- | ---- | ---- |
| 961  | →961 | ↘940 | ↗953 | ↗984 | ↘979 | ↘955 |
| 2017 | 2018 | 2019 | 2020 | 2021 | 2023 |      |
| ↘948 | ↘945 | ↘931 | ↘874 | ↘778 | ↘745 |      |

На 01.07.2010 плотность населения — 0,6 чел./кв.км.

### Национальный состав
По переписи 2010 года:
- Русские — 71 %
- Казахи — 29,01 %
- Немцы — 0,02 %
- Украинцы — 0,01 %
- Татары — 0,01 %
- Другие — 0,02 %

## Административное деление
| статус  | населённый пункт | год основания |
| ------- | ---------------- | ------------- |
| село    | Павлода́ровка     | 1907          |
| деревня | Большо́е О́зеро    | 1803          |
| аул     | Бельсенды́-Каза́х  | ?             |

## Инфраструктура
Протяжённость дорог составляет 79 км, из них дорог с твёрдым покрытием — 0,15 % (12 км.).